# Quebec Bulldogs
Los Quebec Bulldogs (oficialmente denominados Quebec Athletics) era un equipo de hockey sobre hielo de Canadá. Los orígenes del equipo se remontan cuando participaban en la Amateur Hockey Association en 1888. Más tarde participarían con el nombre de Brooklyn Americans en la National Hockey League en 1942. El nombre de Bulldogs fue invención de los medios de comunicación y se hizo tan popular por los aficionados que se creó una mascota con la figura de este animal. Con respecto al nombre, siguió siendo usado oficialmente el de Athletics hasta el traslado del equipo a Hamilton, Ontario en 1920, convirtiéndose entonces en los Hamilton Tigers.
Fundación: 1888
Terreno de juego: Colisee de Quebec
Uniforme: Azul y blanco
Logotipo: Una Q azul bordeada de blanco
Stanley Cup ganadas: 2 (1912, 1913)
Finales de la Stanley Cup: 2 (1912, 1913)

## Historia de la franquicia
Los Quebec Bulldogs aterrizaron en el mundo del hockey en 1888, como parte de la Amateur Hockey Association (AHA). Los Bulldogs también jugaron en la CAHL y en la ECAHA antes de convertirse en uno de los fundadores de la Canadian Hockey Association (CHA) en 1909. De todos modos, la CHA, sólo duraría un mes, antes de ser absorbida por la potente National Hockey Association (NHA). Dudosos de su incorporación a la NHA, los Bulldogs se perdieron la temporada 1909-10. A la temporada siguiente, los Bulldogs se incorporaron a dicha liga, ocupando el lugar de los desaparecidos Cobalt Silver Kings, teniendo un mal debut con un balance negativo a final de temporada de 4 victorias y 12 derrotas en 16 partidos. Como nota positiva, destacaron los jugadores Jack McDonald (14 goles) y Tommy Dunderdale (13 dianas).
La temporada 1911-12, vio el resurgir de unos Bulldogs que se catapultaron desde el último al primer lugar gracias al capitán Joe Malone. El balance obtenido fue de 10 victorias y 8 derrotas en 18 encuentros, con 21 goles de Malone y 18 de Jack McDonald. En la final de la Stanley Cup, vencieron fácilmente a Moncton Victoria en 2 partidos por 9-3 y 8-0.
En su tercera temporada, Quebec terminaría de nuevo en cabeza con 16 victorias y 4 derrotas en 20 partidos. Joe Malone alcanzaría la cifra estratosférica de 43 goles. Su compañero Tommy Smith, le siguió de cerca con 39. Los Quebec Bulldogs llegaron de nuevo a la final por la Stanley Cup y arrollaron a los Sydney Millionaires en dos partidos, con un marcador global de 20-5, consiguiendo así la segunda corona consecutiva. Pero desde entonces, la Stanley Cup se convirtió en un torneo de desafíos, en el que casi cualquier equipo podía retar a los campeones. Los Victoria Aristocrats de la PCHA fueron su primer contendiente. Los todopoderosos Bulldogs confiaban en vencer a los Aristocrats, pero fueron sorprendidos tras perder los dos primeros encuentros, y más tarde tras perder 6-1 en el tercer partido decisivo. Afortunadamente para Quebec, los dirigentes de la Stanley Cup no dieron por válido el reto de los Aristocrats y los Bulldogs pudieron mantener el trofeo.
Las temporadas venideras verían la continuación de los Bulldogs en lo más alto de la liga. Acabaron terceros en las siguientes tres temporadas y en la última temporada de la NHA (1916-17) acabaron segundos. Tras sus dos victorias en la Stanley Cup, nunca alcanzarían de nuevo las finales por la copa.
Con el final de la National Hockey Association y el comienzo de la National Hockey League, los Quebec Bulldogs fueron invitados a formar parte de la fundación de la nueva competición. Por desgracia, Quebec no podía requerir de los fondos suficientes y suspendieron su actividad durante dos temporadas. Mientras el equipo estaba en la reserva, su estrella Joe Malone jugó para los Montreal Canadiens. Cuando los Bulldogs volvieron a las canchas en la campaña 1919-20, Malone también volvió con ellos. Ese mismo año Malone se proclamaría máximo goleador con 39 goles. Pese a la gran temporada de Malone y la presencia de otros grandes jugadores como Harry Mummery, los Bulldogs tendrían una temporada pésima al acabar últimos, con 4 victorias y 20 derrotas. Tras esta temporada desastrosa, se mudaron a Hamilton, Ontario y se renombraron Hamilton Tigers.
El equipo jugó como Hamilton Tigers en la NHL desde 1920 hasta 1925. Debido a una huelga de los jugadores durante el transcurso de las finales de la Stanley Cup en 1925, la franquicia fue excluida y sus jugadores fueron comprados por el nuevo equipo de los New York Americans. Los Americans jugaron en la NHL desde 1925 hasta 1942.
El último jugador en activo de los Bulldogs fue Dave Ritchie, quien se retiró en 1926.

## Jugadores destacados

### Miembros del Salón de la Fama del Hockey
- Rusty Crawford
- Thomas Dunderdale
- Joe Hall
- Joe Malone
- Paddy Moran
- Tommy Smith
- Bruce Stuart
- Hod Stuart

### Capitanes del equipo
- Joe Malone (1910-11 a 1916-17, 1919-20)